# Nagy László Emlékház

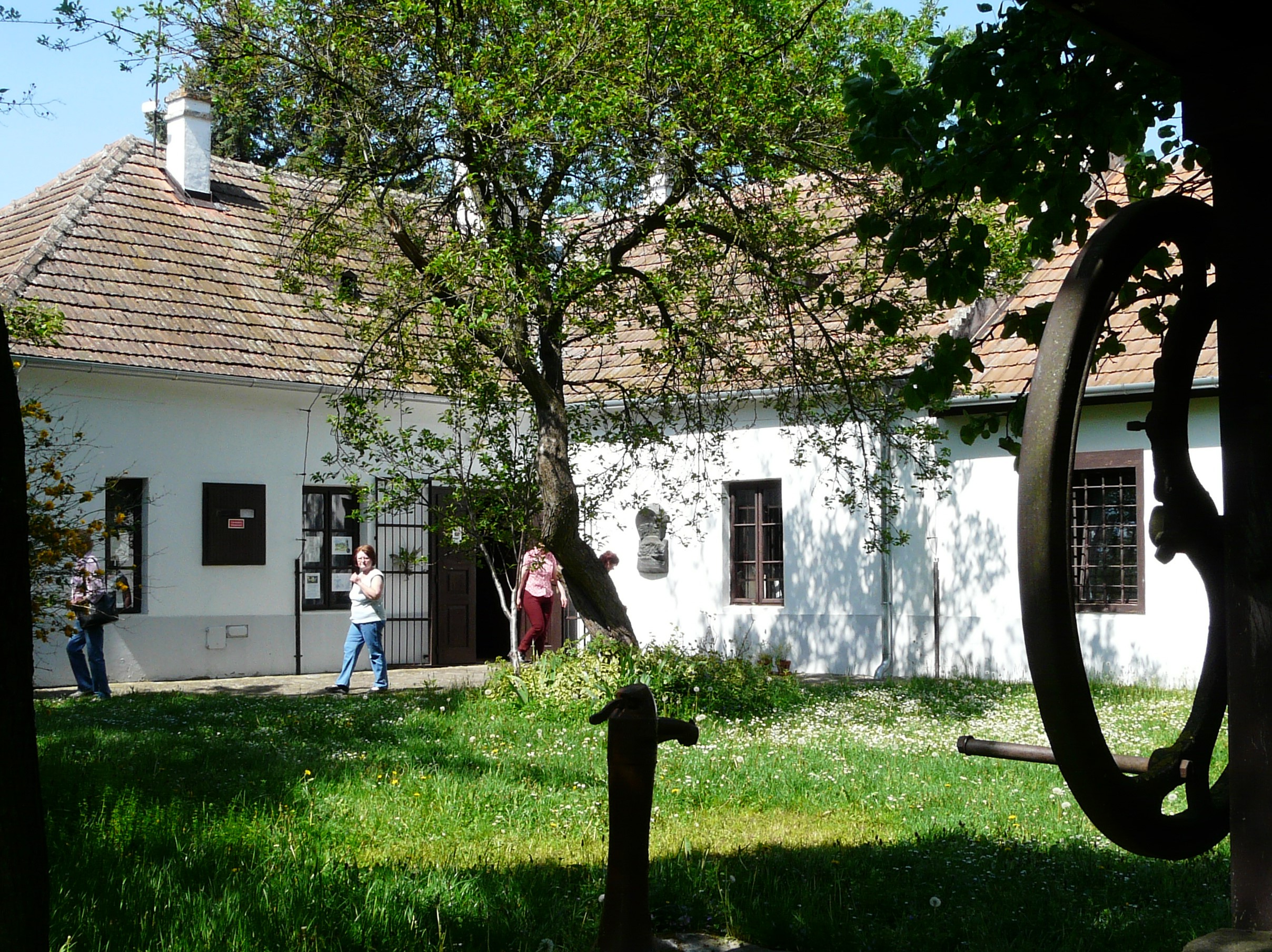
Nagy László Emlékház, Iszkáz

A Nagy László Emlékház Nagy László költő, műfordító szülőházában kialakított irodalmi emlékhely, kisebb múzeum Iszkázon, Veszprém vármegyében. Fenntartója a község önkormányzata, másik gondozója az iszkázi székhelyű Nagy László Szellemi Öröksége Alapítvány.

## Az épület
A mai falu legszélén álló kertes házat a költő édesapja építette 1908-ban. Az 1970-es években már javában omladozó épületet közadakozásból sikerült megmenteni. Felújítva és múzeummá alakítva 1984-ben nyitották meg a látogatók előtt. Oldalfalán Nagy László portréját ábrázoló dombormű, Orosz János alkotása látható.

## Kiállítás és emlékezés

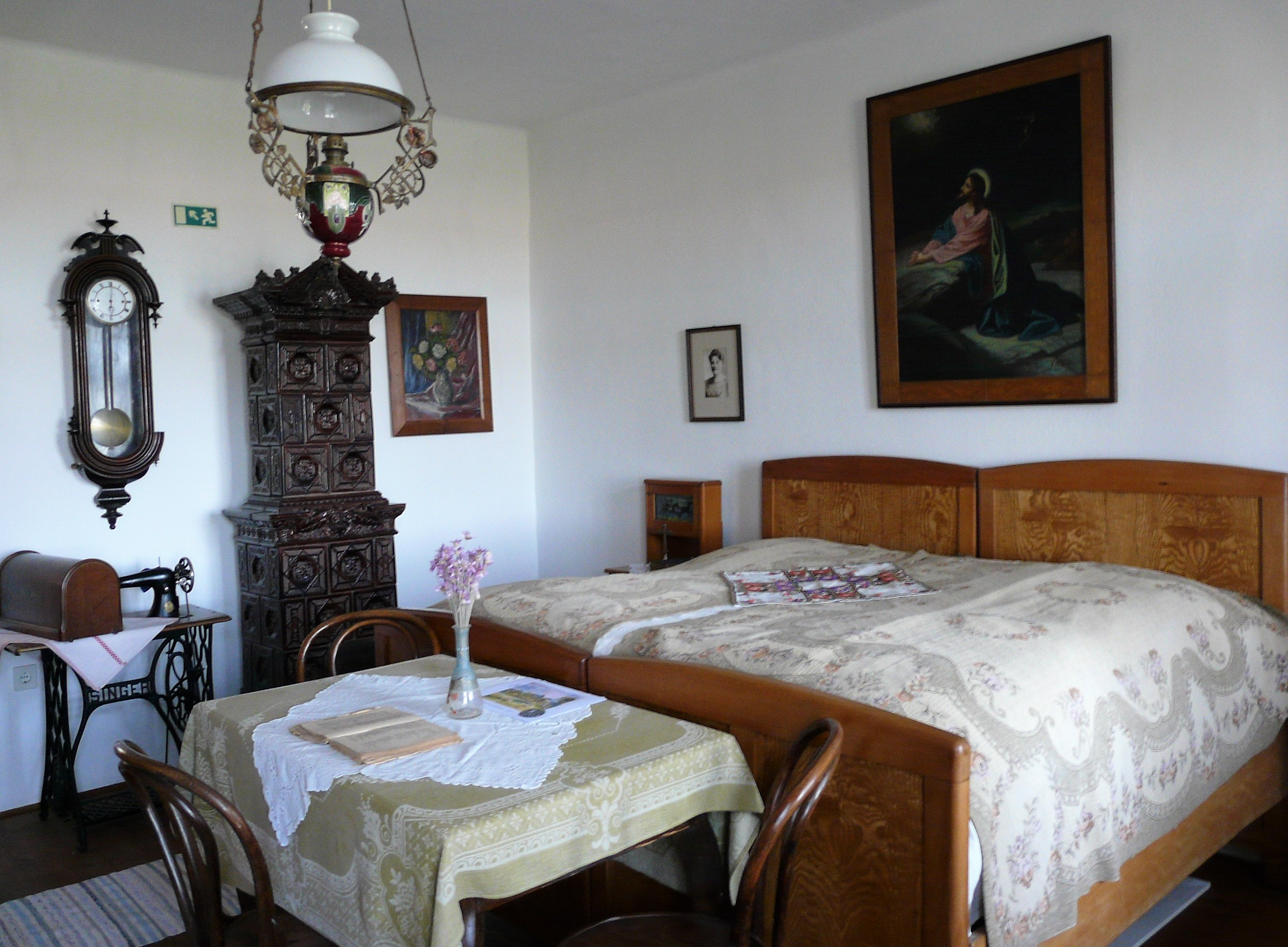
Nagy László Emlékház

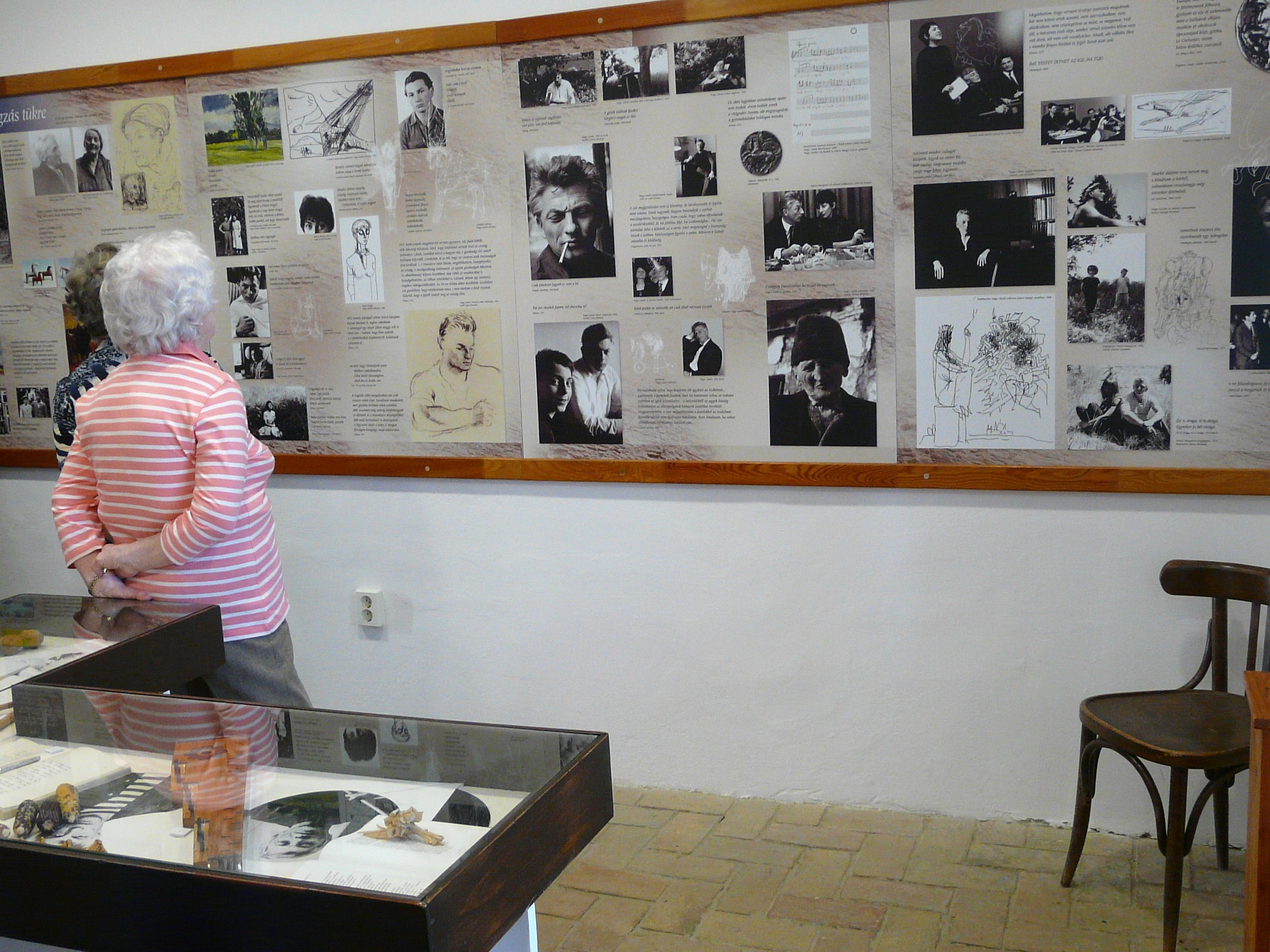
A kiállítás részlete

Az életpályát felidéző állandó kiállításon a költő életútjának, munkásságának a falakon és tárlókban elhelyezett dokumentumai láthatók, kinagyított idézetek emlékeztetnek Nagy László életfelfogására, verseinek különös hangulatára. Az egyik kiemelt idézet:
Már émelyítően becukrozva a nép, és alulról fölfelé is
csúsznak a romlasztó csókok. Látok én csillagra akasztva
egy elárvult ostort. Nekem Ady Endre ostora tetszik.
(A föltámadás szomorúsága, 1970 körül)
A kiállítás egy része a szülők életének tárgyait, a hálószoba korabeli berendezését, a gazdálkodás régi eszközeit mutatja be. Az egykori kocsiszínből bolgár stílusú szoba lett, Nagy László bulgáriai ösztöndíjas éveire és műfordítói tevékenységére emlékeztetve.
2003 óta minden évben rendeznek emléknapot, irodalmi műsort vagy kulturális programot az emlékháznál.
Csoportos látogatásokat általában az önkormányzatnál előre bejelentett időpontban tudnak fogadni.